# Женуйяк, Жак Рикар де
Жак Рикар де Женуйак, называемый Гальо де Женуйак (фр. Jacques Ricard (Galiot) de Genouillac; 1465, замок Асье – 15.10.1546, замок Вежен в Лимузене (департамент Коррез)) — французский военный и дипломат эпохи Ренессанса, сеньор д’Асье-ан-Керси, де Рейанетт, де Кон и де Монришар, барон де Каденак, де Фуассак, дю Пломб и де Лийё.

## Биография
Выходец из старинной семьи керсийской аристократии Рикар де Женуйак, Гальо вошёл в историю прежде всего благодаря решающей роли в развитии артиллерии, которой он занимался в качестве Великого магистра артиллерии Франции во время сражения при Мариньяно. Добрый служака, он пользовался доверием королей, которые часто обращались к нему за его долгую жизнь. Его инспекционные и дипломатические миссии, особенно к Генриху VIII и Карлу V, заставили его исколесить большую часть Европы и провинций Франции. Влиятельный деятель, умный переговорщик и любитель блеска, он приобретал должности и почести, не отталкивая при этом от себя надолго влиятельных лиц королевства.

### Хронология
Должности, компании, миссии
При Людовике XI:

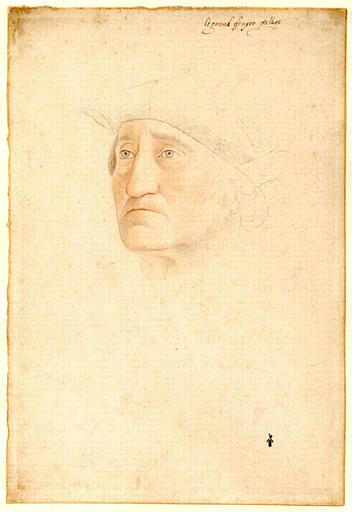
Портрет - школа Клуэ

- 1480 – дебют при дворе в качестве пажа

При Карле VIII:
- 1491 – принят в оруженосцы короля
- 1492 – главный оруженосец Дофина; прево и королевский судья в городе и превотстве Фижак
- 1493 – капитан и прево замка Нажак, преемник Жино де Лозьера в качестве сенешаля Арманьяка
- 1494 – опекун Шарля д’Арманьяка (вместе с Жаном д’Альбре)
- 1495 – первое участие в военных компаниях; первые выстрелы из артиллерийского орудия; участвует в битве при Форново

При Людовике XII:
- 1498 – капитан вольных лучников
- 1499 – проявляет себя в осаде Алессандрии
- 1501 – осада Капуи
- 1504 – капитан замка Пен в Альби[фр.]; хранитель и конный лесник леса Грезинь[фр.]
- 1506 – участвует в захвате Тирлемона
- 1509 – отличается в битве при Аньяделло
- 1512:
  - участвует в битве при Равенне
  - 16 мая – становится Великим магистром артиллерии после гибели при Равенне Поля де Бенсерада
  - обороняет Байонну

При Франциске I:

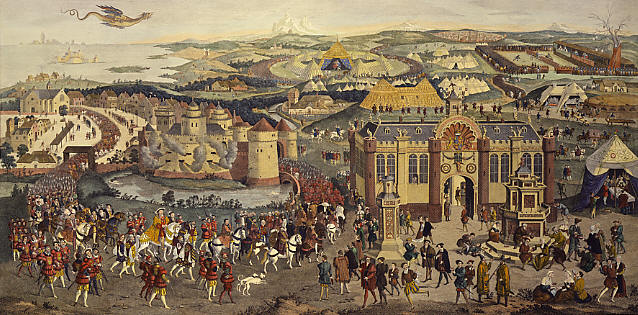
Встреча на Поле золотой парчи

- 1515 – победа французской армии при Мариньяно, в значительной степени благодаря артиллерии под командованием Гальо, состоящей из 60 бронзовых пушек
- 1516 – Кавалер ордена Святого Михаила
- 1517 – сенешаль Керси
- 1518 – управляющий королевскими лесами в Ангумуа
- 1520 – организует встречу на Поле золотой парчи между Франциском I и Генрихом VIII Английским
- 1521 – участвует в антиимперской кампании и снабжении осажденного Мезьера[фр.]
- 1523 (18 августа) – составляет в Лионе свое завещание
- 1525 – взят в плен в битве при Павии вместе с Франциском I, который счёл потерянными «и честь, и жизнь»; после освобождения занимается вызволением из плена своего короля
- 1526 (2 марта) – Великий конюший Франции, один из высших титулов королевства
- с 1526 по 1530 – занимается возвращением из испанского плена королевских детей, дофина Франциска и его брата Генриха
- 1541 (12 августа) – генерал-лейтенант Гиени
- 1542 – ранен при осаде Перпиньяна
- 1544 – руководит осадой Люксембурга, в которой погиб его сын
- 1545 – губернатор Лангедока
- 1546 (15 октября) – умирает в замке Вежен (регион Лимузен, департамент Коррез)

### Титулы и владения
Титулы
- Кавалер ордена Святого Михаила
- Советник короля
- Камергер короля
- Сенешаль Арманьяка
- Сенешаль Керси

Владения

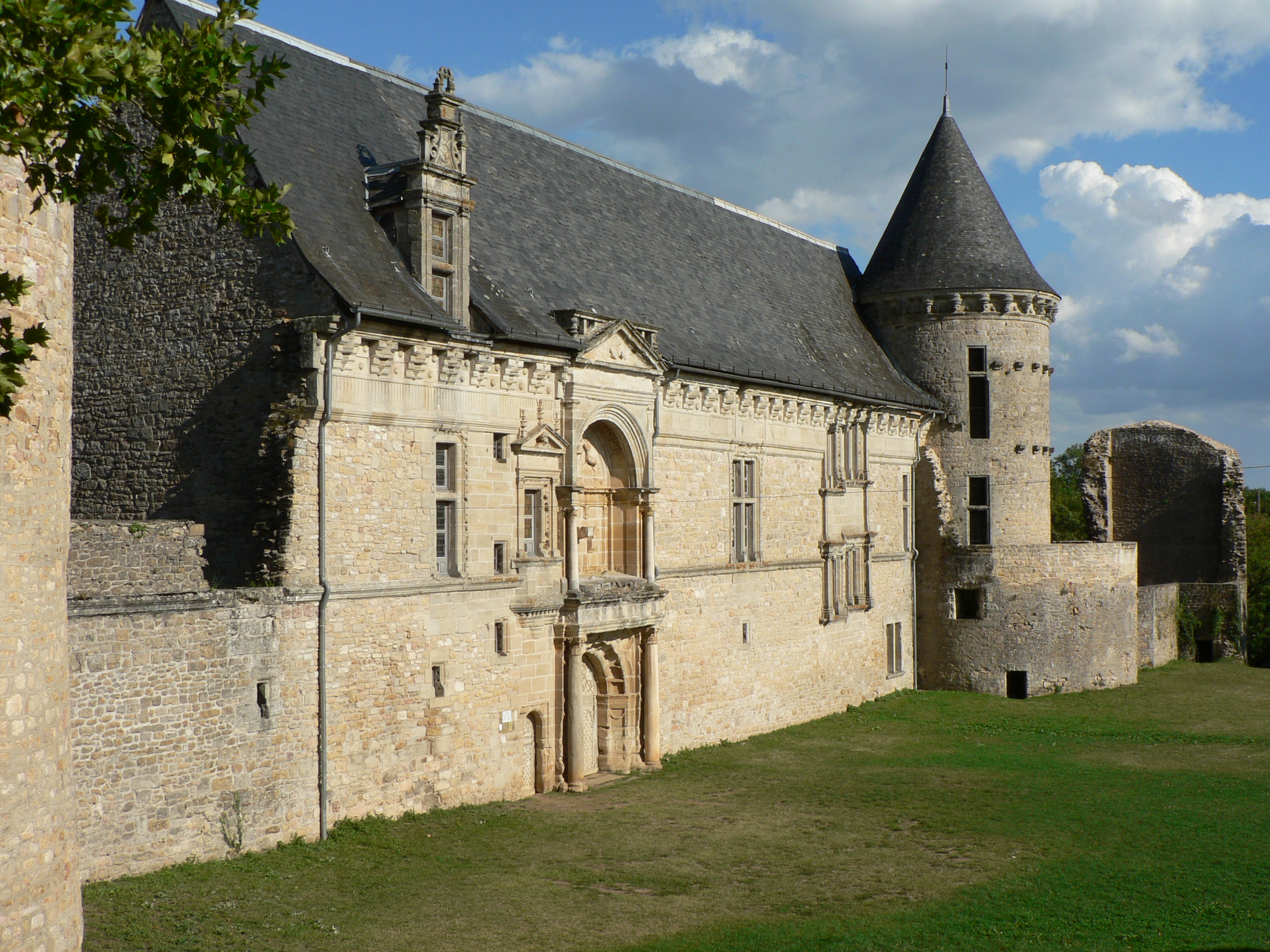
Замок Асье

По наследству, через брак, приобретением за деньги или получением за высокие заслуги, Гальо де Женуйак стал владельцем следующих земель.
- Керси:
  - Сеньор д'Асье[фр.]
    - Самое красивое имение Великого магистра – замок Асье[фр.] в департаменте Ло. На месте особняка, разрушенного в 1524 году, был построен в 1535 году дом более большой и комфортабельный, украшенный в духе времени. В Асье также была построена церковь, открытая в 1540 году.

  - Барон де Капденак[фр.]
    - Барония Капденак была приобретена за деньги

  - Сеньор де Рейанетт и сеньор де Кон-ан-Керси
    - Феоды и земли Ливернон, Люнгард, Реяк, Ле-Басти, Фонтан, Ле-Бур, Грез, Женуйак, Люгассон, Фарг, Реяге, Буиссу и наполовину Каньяк.
- Руэрг:
  - Барон де Фуассак-ан-Руэрг
  - Вигье Фижака
    - В Фижаке находится вторая по значению резиденция знаменитого маршала артиллерии Франциска I.
- Сентонж:
  - Лонзак, где он построил церковь Рождества Пресвятой Девы, чтобы похоронить в ней свою первую жену Екатерину д’Аршиак, умершую в возрасте 29 лет
  - Феоды и земли Буассеген, Ле-Розье.
- Они:
  - Барон дю Пломб и де Лалё, что возле Ла-Рошели
    - Феоды и земли Л’Умо, Ле-Пломб, Лалё
- Лимузен:
  - Феоды и земли синьории Ле-Шелар, включая Сальвиак, Ле-Трёй и Ла-Шольм (который он передал своему сыну)
- Пуату:
  - Феоды и земли Шизе, от графини Ангулемской
- Судебные округа Мо и Валуа:
  - Феоды и земли Пюизё и Ле-Турнель
- Орлеане:
  - Феоды и земли Монришар, Ла-Ферте-Набер
- Берри:
  - Феоды и земли Манье, Пресль и Во
- Овернь:
  - Феоды и земли Лакей
- Париж:
  - Франциск I передал ему часть отеля Сен-Поль и отеля Пети-Бурбон.
- Лион:
  - дом

## Письменные свидетельства

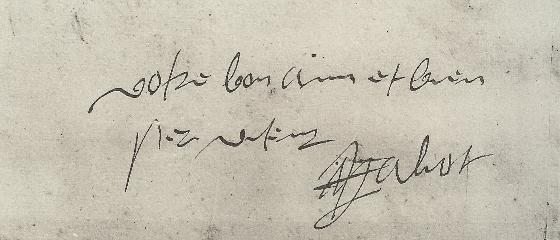
Заключительная фраза и подпись Гальо де Женуйака в письме Франсуа де Ла Рошпо

### Девиз
GALIOT AIME FORT VNE
Этот девиз имеет двойной смысл, если читать или не читать пробел между двумя последними словами. С одной стороны, Гальо не боится довериться судьбе, фортуне (Galiot aime Fortune, с фр. — «Гальо любит фортуну»), с другой стороны, он очень любит свою жену (Galiot aime fort une, с фр. — «Гальо сильно любит одну»), дочь барона де Лонзака Екатерину д’Аршиак, умершую в 1514 году, для которой он построил церковь в Лонзаке, где и изображен этот девиз.

### Поговорка
Châtillon, Bourdillon, Galiot et Bonneval

Gouvernent le sang royal.

(Шатийон, Бурдийон, Гальо и Бонваль
Управляют королевской кровью)
Речь идет о четырех фаворитах Карла VIII:
- Жак де Колиньи, сеньор де Шатийон (+ 1512)
- Филибер де ла Платьер, сеньор де Бурдийон (ок. 1465 - 1499)
- Гальо де Женуйак
- Жермен де Бонваль (ок. 1471 - 1525 при Павии)

### Песня
Galliot se y porta si bien

Qu'on ne se scauroit dire combien

Il galla ceste porcherie

Car promptement en mains de rien

Il mist par pieces ce mesrien

Et en fit une ioncherie.
(песня Муана-без-фрака)

### Упоминания
- Франциск I в письме своей матери на следующий день после победы при Мариньяно:

«Мадам, сенешаль Арминьяка (sic) со своей артиллерией можно сказать обеспечил нам победу в сражении, поскольку еще никто не управлялся с нею лучше, чем он.»
- Луиза Савойская, мать Франциска I, в своем дневнике в 1517 году:

«23 сентября сенешаль Гальо женился на старшей дочери де ла Кёй, в Орбеке в Нормандии, в трех лье от Лизьё.» Она находилась тогда в этом же регионе. Возможно присутствовала и на свадьбе.
- Брантом:

«Я весьма удивлен, что наши французские предания так мало говорят о Великом конюшем Гальо, ведь он был прекрасным и мудрым командиром своего времени.»

### Эпитафия
CY DORT CELVI QVI NEVT IAMAIS PROPOS

DE RPOSER EN LA VIE MORTELLE

LES LONGS TRAVAVLX LVY ONT DONNE REPOS

CAR PAR SES FAICTZ SA VIE EST IMMORTELLE
(Здесь лежит тот, кто никогда не имел возможности отдыхать в земной жизни. Трудами долгими он заслужил свой отдых, поскольку по делам жизнь его бессмертна)

## Изображения
В этой статье:
- Гравюра Джеймса Базира[англ.] (1774), представляющая Встречу на Поле Золотой Парчи, по картине на холсте XVI века, в начале статьи
- Портрет Гальо, эмаль Леонара Лемозена (Музей епархии Лиможа), в начале статьи
- Портрет Гальо, карандаш и сангина, в рубрике «Хронология»

В других местах:
- Портрет Гальо, черный карандаш и сангина, школа Клуэ (Шантийи, музей Конде)
- Гальо де Женуйак - витраж (церковь Сен-Поль, Париж)
- Бюст Гальо, мрамор, создан в 1844 Домиником Молькнехтом[фр.] (библиотека Каора)

## Герб
К фамильному гербу Рикара де Женуйака нужно добавить следующие внешние орнаменты:
- связанный с должностью Великого магистра артиллерии:

Щит поддерживается двумя пушками, установленными на лафете.
- связанный с должностью Великого конюшего Франции:

С каждой стороны щита по золотому мечу, ножны и портупея которых украшены символами Франции.

### Связанные статьи
- Франциск I
- Кавалеры Ордена святого Михаила[фр.]
- Возрождение
- Французский Ренессанс
- Замок Асье[фр.]

1. ↑  de Pas L. v. Genealogics (англ.) — 2003.